# Chrystyna Perewiznyk
Chrystyna Romaniwna Perewiznyk, ukr. Христина Романівна Перевізник (ur. 19 lipca 1997) – ukraińska piłkarka i futsalistka, grająca na pozycji pomocnika w klubie Fatih Karagümrük, reprezentantka Ukrainy.

## Kariera piłkarska

### Kariera klubowa
W 2011 rozpoczęła karierę klubową w seniorskiej drużynie DJuSSz-3 Iwano-Frankiwsk, skąd w 2013 roku przeniosła się do Naftochimika Kałusz. Koniec sezonu 2013 spędziła w Medyku Morszyn. Na początku 2014 wróciła do drużyny Oswita-DJuSSz-3 Iwano-Frankiwsk, a w sierpniu 2014 dołączyła do Łehendy Czernihów. W sierpniu 2018 została zaproszona do klubu Ładomyr Włodzimierz, w którym również broniła barw futsalowej drużyny. Sezon 2019/20 spędziła w mistrzostwach Turcji. Jej klub ALG Spor po rozegraniu 15 meczów mistrzostw kraju i zdobyciu 43 punktów zajmował pierwsze miejsce w lidze, jednak ze względu na sytuację z epidemią COVID-19 sezon ten nie został rozegrany do końca, a klubowi przyznano mistrzostwo kraju. Następnie zawodniczka wróciła do Ukrainy, gdzie grała w rozgrywkach piłkarskich i futsalowych dla Ładomyru Włodzimierz. W 2022 roku w związku z inwazją Rosji na Ukrainę wystąpiła w mistrzostwach Litwy w drużynie MFK Vilnius i z 16 zdobytymi golami została tam królową strzelców mistrzostw. W styczniu 2023 roku ponownie wróciła do Turcji, gdzie dołączyła do Beşiktaşu. 18 lipca 2023 podpisała kontrakt z klubem Fatih Karagümrük.

### Kariera reprezentacyjna
19 lutego 2022 roku zadebiutowała w seniorskiej kadrze narodowej w wygranym 2:0 meczu towarzyskim turnieju Turkish Women's Cup z Uzbekistanem. Wcześniej broniła barw juniorskiej reprezentacji U-19.

## Sukcesy i odznaczenia

### Sukcesy klubowe
Ładomyr Włodzimierz (futsal)
- mistrz Ukrainy: 2019
- finalista Pucharu Ukrainy: 2019

ALG Spor
- mistrz Turcji: 2020

MFK Vilnius
- brązowy medalista mistrzostw Litwy: 2022

### Sukcesy indywidualne
- królowa strzelców mistrzostw Litwy: 2022 (16 goli)
- najlepszy piłkarz-obcokrajowiec mistrzostw Litwy: 2022